# 50-я пехотная дивизия (Российская империя)
50-я пехотная дивизия — пехотное соединение в составе Русской императорской армии
Штаб дивизии: Санкт-Петербург. Входила в 18-й армейский корпус.

## История дивизии

### Боевые действия
В ночь на 26 сентября 1915 г. подразделения дивизии провели разведку боем.

## Состав дивизии
- 1-я бригада (Выборг)
  - 197-й пехотный Лесной полк
  - 198-й пехотный Александро-Невский полк
- 2-я бригада (Кронштадт)
  - 199-й пехотный Кронштадтский полк
  - 200-й пехотный Кроншлотский полк
- 50-я артиллерийская бригада (Луга)

## Командование дивизии
(Командующий в дореволюционной терминологии означал временно исполняющего обязанности начальника или командира).

### Начальники дивизии
- 21.07.1910 — 22.12.1914 — генерал-лейтенант Бердяев, Николай Сергеевич
- 22.12.1914 — 20.09.1916 — генерал-майор (с 25.01.1915 генерал-лейтенант) фон Нордгейм, Вильгельм-Карл Касперович
- 25.09.1916 — 15.04.1917 — генерал-майор Лавдовский, Владимир Александрович
- 30.04.1917 — хх.хх.1918 — командующий генерал-майор Энвальд, Михаил Васильевич

### Начальники штаба дивизии
- 02.08.1910 — 24.12.1913 — полковник Васмундт, Владимир Георгиевич
- 19.01.1914 — 21.10.1914 — полковник Колюбакин, Владимир Николаевич
- 26.10.1914 — 26.07.1915 — полковник Имнадзе, Евгений Семёнович
- 10.09.1915 — 01.11.1915 — и. д. полковник Дашкевич-Горбацкий, Владислав Владиславович
- 01.11.1915 — 02.10.1917 — и. д. подполковник (с 06.12.1916 полковник) Нечволодов, Александр Семёнович
- 12.12.1917 — хх.хх.хххх — подполковник Берман, Николай Николаевич

### Командиры 1-й бригады
- 11.06.1910 — 29.07.1914 — генерал-майор Мальм, Вильгельм Вильгельмович

### Командиры 2-й бригады
- 14.07.1910 — 13.02.1913 — генерал-майор Тихомиров, Николай Иванович
- 13.02.1913 — 17.11.1915 — генерал-майор Пигулевский, Михаил Фавстович
- 17.11.1915 — 30.04.1917 — генерал-майор Энвальд, Михаил Васильевич
- 13.05.1917 — хх.хх.хххх — командующий полковник Кукуран, Владимир Васильевич

### Командиры 50-й артиллерийской бригады
- 25.07.1910 — 18.02.1912 — генерал-майор Красильников, Владимир Александрович
- 10.03.1912 — 25.12.1915 — генерал-майор Андреев, Михаил Никанорович
- 11.01.1916 — 29.02.1916 — генерал-майор Веверн, Александр Адамович
- 29.02.1916 — после 10.07.1916 — генерал-майор Поляков, Пётр Васильевич

### Отличившиеся воины дивизии
- Лебединский, Иосиф Иванович — старший унтер-офицер в составе отдельного кавалерийского эскадрона, полный Георгиевский кавалер.

### Персоналии, служившие в дивизии
- 1914—1917 — подполковник Григорьев (Гринцер), Григорий Михайлович, интендант дивизии[3].